# Mortal Kombat (Film, 2021)
Mortal Kombat ist ein US-amerikanischer Action- und Fantasyfilm aus dem Jahr 2021, der auf der gleichnamigen Computerspielreihe basiert. Regie führte Simon McQuoid. Am 17. Juni 2021 startete der Film in den deutschen Kinos.

## Handlung
Im Japan des 17. Jahrhunderts töten die Lin Kuei-Attentäter von Bi-Han Frau und Sohn von Hanzo Hasashi. Hanzo tötet die Angreifer, bevor er schließlich von Bi-Han getötet wird, was dazu führt, dass seine Seele zum Netherreich verurteilt wird. Raiden, der Gott des Donners, kommt und bringt Hanzos überlebende kleine Tochter in Sicherheit.
In der Gegenwart hat das Reich der Außenwelt Earthrealm in neun von zehn Deathmatch-Turnieren besiegt, die als „Mortal Kombat“ bekannt sind. Wenn Earthrealm das zehnte Turnier verliert, wird es nach den Regeln von Outworld erobert. Es wird jedoch eine alte Prophezeiung aufgedeckt, die besagt, dass das „Blut von Hanzo Hasashi“ eine neue Generation von Earthrealms Champions vereinen wird, um den Sieg von Outworld zu verhindern. Im Bewusstsein dessen schickt der seelenfressende Zauberer Shang Tsung, der die letzten neun Siege überwacht hat, seine stärksten Krieger, um Earthrealms Champions zu töten, die durch ein markantes Drachenzeichen gekennzeichnet sind, bevor das nächste Turnier beginnt. Ein solcher Champion ist ein ehemaliger professioneller MMA-Kämpfer namens Cole Young. Er wird zusammen mit seiner Familie von Bi-Han angegriffen, der sich jetzt Sub-Zero nennt. Special Forces Major Jackson „Jax“ Briggs rettet die Youngs und weist sie an, seine Partnerin Sonya Blade zu finden, während er zurückbleibt, um Sub-Zero abzuwehren. Sub-Zero friert Jax Arme ein, zerschmettert sie und lässt ihn scheinbar tot zurück.
Cole verfolgt Sonya zu ihrem Versteck, wo sie einen gefangenen australischen Söldner namens Kano verhört. Sie enthüllt, dass sie und Jax die Existenz von Mortal Kombat untersucht haben und dass das Drachenzeichen auf jeden übertragen werden kann, der den ursprünglichen Träger tötet. Das Versteck wird von Shang Tsungs Reptilien-Attentäter Reptile angegriffen, aber ein widerstrebender Kano tötet ihn mit Hilfe von Cole und Sonya. Anschließend reisen sie zu Raidens Tempel und treffen die aktuellen Earthrealm-Meister Liu Kang und Kung Lao, bevor sie selbst zu Raiden gebracht werden, der die Neuankömmlinge kritisiert. Zu ihnen gesellt sich Jax, den Raiden rettete und mit einem Satz mechanischer Arme ausstattete. Shang Tsung greift den Tempel neben Sub-Zero und Mileena an, aber Raiden errichtet einen Schild, um sie abzuwehren. Während Sonya Jax trainiert und ermutigt, trotz seines Zustands zu kämpfen, trainieren Cole und Kano mit Kang und Lao, um ihre „Arcana“ freizuschalten, eine besondere Kraft, die für alle Drachenmarkenträger einzigartig ist.
Während eines Streits mit Lao weckt Kano sein Arcana, die Fähigkeit, einen Laser aus seinem rechten Auge zu schießen. Cole ist trotz seiner Beharrlichkeit nicht in der Lage, seine zu wecken. Raiden ist enttäuscht über seinen mangelnden Fortschritt und erlaubt Cole, zu seiner Familie zurückzukehren. Er enthüllt, dass er ein Nachkomme von Hasashi ist. Shang Tsung versammelt Sub-Zero und seine Mitkrieger Mileena, Reiko, Nitara, Goro und Kanos ehemaligen Verbündeten Kabal, um den Tempel anzugreifen. Kabal überredet ihn, die Seiten zu wechseln und den Schild zu sabotieren, damit die Außenweltler eintreten können. Während dieser Zeit kämpft Lao gegen Nitara, während Jax seine Arcana weckt, was ihm mit seinen Armen unglaubliche Kraft verleiht. Gleichzeitig werden die Youngs von Goro angegriffen. Als Coles Frau und Tochter von dem vierarmigen Tier bedroht werden, erwacht seine Arkana und gibt ihm eine Rüstung und eine Reihe von Tonfas. Mit seiner neu entdeckten Arcana tötet Cole Goro und hilft, den Angriff auf den Tempel abzuwehren. Shang Tsung und Sub-Zero sind wütend, als Raiden Coles Blutlinie enthüllt, bevor er die meisten Earthrealm-Kämpfer in die Leere teleportiert, einen sicheren Raum zwischen den Reichen. Lao opfert sich jedoch selbst, indem er Cole gegen Sub-Zero verteidigt, was dazu führt, dass Shang Tsung seine Seele nimmt.
Nachdem er um Laos Tod getrauert hat, schlägt Cole einen Plan vor, um die Champions von Outworld in einen Einzelkampf mit den Champions von Earthrealm zu zwingen, bevor er Sub-Zero gemeinsam neutralisiert und das Turnier erzwingt, das Shang Tsung zu verhindern versuchte. Raiden stimmt zu und gibt Cole Hanzos Kunai, bevor er ihn und seine Verbündeten zu ihren Zielen transportiert. Kang und Jax töten Kabal und Reiko, während Sonya Kano tötet und sein Drachenzeichen und ihre eigene Arcana erwirbt, die Fähigkeit, violette Energiestrahlen abzufeuern, mit denen sie Cole hilft, Mileena zu töten. Sub-Zero erscheint jedoch, nachdem er Coles Familie entführt hat, um ihn in einen Einzelkampf zu locken. Zunächst überwältigt, landet Coles Blut auf dem Kunai und befreit Hanzo aus dem Netherreich als rachsüchtiges Gespenst Scorpion. Scorpion erkennt Cole als seinen Nachkommen und hilft ihm, Sub-Zero zu überwältigen und Coles Familie zu befreien, bevor er Sub-Zero mit Höllenfeuer verbrennt. Scorpion bedankt sich bei Cole für die Befreiung und bittet ihn, sich um die Hasashi-Blutlinie zu kümmern. Er reist ab, als Raiden und die anderen Champions eintreffen.
Shang Tsung kommt ebenfalls und schwört Rache, als er die Leichen seiner Champions zurück in die Außenwelt schickt, bevor Raiden ihn verbannt. Raiden erklärt seine Absicht, neue Krieger zur Vorbereitung auf das nächste Turnier auszubilden, und beauftragt seine derzeitigen Champions, sie zu rekrutieren. Mit diesen Informationen reist Cole nach Los Angeles auf der Suche nach dem Hollywood-Kampfkünstler und Filmstar Johnny Cage.

## Produktion
Seit August 2015 war James Wan einer der Produzenten. Simon McQuoid wurde im November 2016 als Regisseur eingestellt, was sein Regiedebüt kennzeichnete. Greg Russo schrieb das Drehbuch. McQuoid hatte das Angebot zunächst abgelehnt, aber schließlich nach dem Lesen von Russos Drehbuch angenommen. Russo twitterte im Februar 2019, dass das Drehbuch des Films vollständig sei. Im Mai 2019 wurde bekannt gegeben, dass der Film in die Vorproduktion eingetreten war und in Südaustralien mit dem Erscheinungsdatum 5. März 2021 gedreht werden würde.
Im April 2021 gab McQuoid bekannt, dass der Film „ziemlich nahe an der Grenze“ war ein NC-17-Rating der Motion Picture Association zu erhalten und sagte: „Womit wir ein bisschen vorsichtig sein mussten, war... man kann ziemlich schnell in den NC-17-Bereich kommen. Es ist anders in einem Videospiel, wenn es sich nicht um echte Menschen handelt. Wenn man das in die Realität überträgt, passieren im Kopf andere Dinge, und man wird etwas anders bewertet. Es gab also bestimmte Dinge, die im Spiel vorkommen, die bedeuten würden, dass der Film nicht veröffentlicht werden könnte. Und das wollte keiner von uns. […] also balancierten wir diese Sachen die ganze Zeit aus. Und es gibt einige Sachen, die Sie sehen werden, die wirklich sehr nah an der Grenze sind, weil wir nicht wollten, dass die Leute sagen: Meh. Schien irgendwie lahm zu sein.“
Der Film wurde in den australischen Adelaide Studios gedreht.

## Musik
Die Musik komponierte Benjamin Wallfisch. Im März 2021 gab Regisseur Simon McQuoid bekannt, dass Wallfisch tatsächlich mit Kompositionen für den Film begonnen hatte, bevor er offiziell für das Projekt engagiert wurde, und dass der Film eine neue Version des von Wallfisch produzierten Titels „Techno Syndrome“ von The Immortals enthalten wird.

## Veröffentlichung
Am 8. April 2021 wurde Mortal Kombat weltweit in den Kinos veröffentlicht, danach in den Vereinigten Staaten am 23. April 2021 in beiden Kinos RealD 3D und IMAX 3D sowie auf HBO Max. Der Film sollte ursprünglich am 5. März 2020 erscheinen, bevor er auf den 15. Januar 2021 verschoben wurde. Im November 2020 bestätigte Produzent Todd Garner, dass sich der Film aufgrund der COVID-19-Pandemie verzögern würde, bis die Kinos wiedereröffnet werden. Warner Bros. hat den Film im Rahmen seiner Pläne für alle 2021-Filme schließlich einen Monat lang gleichzeitig im HBO Max-Dienst gestreamt. Nach seiner Veröffentlichung in den USA berichtete Samba TV, dass 3,8 Millionen Haushalte in den ersten drei Tagen mindestens die ersten fünf Minuten sahen, die meisten, die jemals für einen HBO Max-Titel vergeben wurden.

## Rezeption

### Kritiken
Lexikon des internationalen Films schrieb: Die neuerliche Verfilmung der ikonischen Videospiel-Reihe wagt mit hohem Budget und beachtlicher Starpower den Sprung ins Blockbusterkino. Allerdings vermag die filmische Optik die über weite Strecken stupide und klischeehafte Spieledramaturgie nur bedingt zu kompensieren.
Mortal Kombat spielte weltweit 66,9 Millionen US-Dollar ein. Metacritic gibt 44 von 100 Punkten. Das sind durchschnittlich mittelmäßige bis hohe Bewertungen.
Alonso Duralde von TheWrap schrieb: „Zuschauer, die sich für Kampfkunst-Action interessieren, werden feststellen müssen, dass die tatsächlichen Kämpfe langweilig sind, wie es oft der Fall ist, wenn sie durch digitale Effekte übertönt werden. Wahrscheinlicher.“ Um Spaß mit diesem neuesten Mortal Kombat zu haben, sind Sam Raimi-Enthusiasten, die die Komödie in übertriebenen Geysiren aus Kunstblut zu schätzen wissen, die der Film mit zunehmender Regelmäßigkeit entfesselt, wenn die Kämpfe ernster werden." John DeFore vom Hollywood Reporter sagte, der Film sei „nicht gerade ein Knockout“ und schrieb: „Ein B-Film, der immens von etwas Witz im Drehbuch und Charisma in der Besetzung profitieren würde. Er ist nicht so aggressiv hackig wie das Oeuvre von PWSA. Aber es stößt auf Probleme, mit denen er 1995 nicht konfrontiert war: Die Messlatte für Filme, in denen Teams von übermächtigen jungen Leuten kämpfen, um das Universum zu retten, wurde deutlich angehoben.“ Korey Coleman und Martin Thomas von Double Toasted gaben eine gemischte bis negative Bewertung ab. Beide bemerkten, dass die Besetzung keine Relativität aufwies und fanden den Charakter von Cole Young außerdem langweilig und uninteressant. Sie lobten jedoch Lawson als Kano, von dem sie behaupteten, er habe den Film aufgrund seines lustigeren und witzigeren Dialogs „getragen“.
James Marsh von der South China Morning Post gab eine positive Bewertung ab und sagte: „Regisseur Simon McQuoid versteht und würdigt die Ursprünge des Videospiels des Films, einschließlich denkwürdiger Dialoglinien und charakteristischer Kampfbewegungen“.

### Einspielergebnisse
An seinem Veröffentlichungswochende spielte Mortal Kombat über 23 Millionen US-Dollar in den Vereinigten Staaten ein. Mit über 84 Millionen US-Dollar Gesamteinspielergebnis gegenüber dem 55 Millionen US-Dollar-Budget war der Film profitabel und ist auf dem 31. Platz der erfolgreichsten Videospielverfilmungen (Stand: 23. April 2023).

### Auszeichnungen
AACTA Awards 2021
- Auszeichnungen für das beste Szenenbild und den besten Ton
- Nominierungen für die beste Kamera, die besten Kostüme, die besten Frisuren und das beste Make-up, und zweimal für die visuellen Effekte/beste Animationen

## Fortsetzungen
Wie Joe Taslim und Jessica McNamee bereits im April 2021 verrieten, plant Warner insgesamt vier Fortsetzungen des Films. Im Januar 2022 gab Warner Bros. bekannt, dass Mortal Kombat eine Fortsetzung bekommen werde und dass Jeremy Slater als Drehbuchautor engagiert wurde. Im April 2023 gab der Produzent Todd Garner bekannt, dass die Dreharbeiten zum Film in Australien beginnen und im September abgeschlossen werden.